# Karel Kašpar
Karel Kašpar (ur. 16 maja 1870 w Mirošovie koło Rokycan; zm. 21 kwietnia 1941 w Pradze) – biskup pomocniczy kralowohradecki w latach 1920–1921, ordynariusz kralohradecki w latach 1921–1931, arcybiskup praski w latach 1931–1941.

## Życiorys
Szkołę podstawową ukończył w Křmícach koło Pilzna. Maturę zdał w czeskim gimnazjum w Pilźnie w 1888. Następnie studiował filozofię i teologię w Kolegium Bohemicum w Rzymie. 25 lutego 1893 w bazylice laterańskiej przyjął święcenia kapłańskie. 9 czerwca 1893 także w Rzymie uzyskał doktorat z teologii. W latach 1893–1896 był wikarym w Svojšíně. Następnie do 1898 studiował prawo na rzymskim Uniwersytecie św. Apolinarego. 18 czerwca 1898 uzyskał doktorat z prawa. Po powrocie do ojczyzny został wikarym kościoła św. Mikołaja na Małej Stranie w Pradze. W 1907 został kanonikiem kapituły św. Wita w Pradze. Rok później otrzymał krzyż Pro Ecclesia et Pontifice. W 1920 został biskupem tytularnym Betsaidy i biskupem pomocniczym kralovohradeckim, a rok później ordynariuszem tej diecezji. W 1931 po rezygnacji Františka Kordača został arcybiskupem praskim. 16 grudnia 1935 został mianowany kardynałem z tytułem Ss. Vitale, Valeria, Gervasio e Protasio. W czasie swojego życia napisał 60 listów pasterskich, 26 książek i otrzymał 25 odznaczeń i tytułów.